# Campeonato Europeu de Atletismo em Pista Coberta de 2019 - Salto em altura masculino
A prova do salto em altura masculino do Campeonato Europeu de Atletismo em Pista Coberta de 2019 foi disputada entre os dias  1 e 2 de março de 2019 na Emirates Arena, em Glasgow, no Reino Unido. 

## Recordes
Antes desta competição, os recordes mundiais e do campeonato nesta prova eram os seguintes:
|                       | Nome             | Nacionalidade      | Altura  | Local            | Data                    |
| --------------------- | ---------------- | ------------------ | ------- | ---------------- | ----------------------- |
| Recorde mundial       | Javier Sotomayor | Cuba               | 2m 43cm | Budapeste        | 4 de março de 1989      |
| Recorde do campeonato | Stefan Holm      | Suécia             | 2m 40cm | Madri            | 6 de março de 2005      |
| Recorde europeu       | Carlo Thränhardt | Alemanha Ocidental | 2m 42cm | Berlim Ocidental | 26 de fevereiro de 1988 |

## Medalhistas
| Ouro                    | Prata                      | Bronze                 |
| Gianmarco Tamberi (ITA) | Konstadinos Baniotis (GRE) | Andrii Protsenko (UKR) |

## Cronograma
Todos os horários são locais (UTC+0).
| Data       | Hora  | Evento       |
| ---------- | ----- | ------------ |
| 1 de março | 12:30 | Qualificação |
| 2 de março | 18:00 | Final        |

## Resultados

### Qualificação
Qualificação: 2,28 m (Q) ou os 8 melhores qualificados (q).

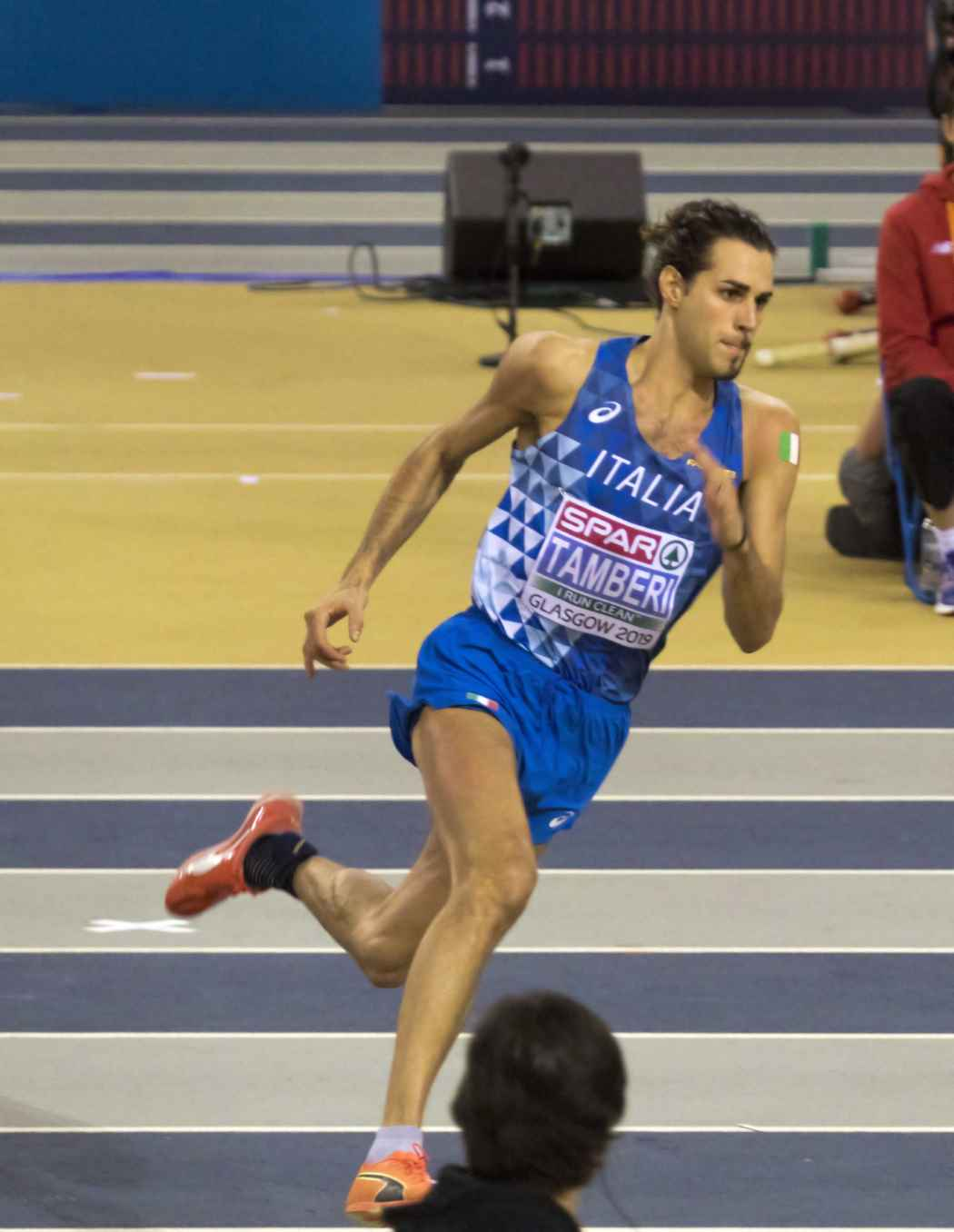
O vencedor, Gianmarco Tamberi

| Posição | Grupo | Atleta               | Nacionalidade               | 2.10 | 2.16 | 2.21 | 2.25 | 2.28 | Resultados | Notas                |
| ------- | ----- | -------------------- | --------------------------- | ---- | ---- | ---- | ---- | ---- | ---------- | -------------------- |
| 1       | B     | Mateusz Przybylko    | Alemanha                    | xo   | o    | xo   | xxo  | xo   | 2.28       | Q,                   |
| 2       | A     | Andrii Protsenko     | Ucrânia                     | o    | o    | o    | o    | xxx  | 2.25       | q                    |
| 3       | A     | Sylwester Bednarek   | Polónia                     | o    | xo   | o    | o    | xxx  | 2.25       | q                    |
| 4       | A     | Chris Baker          | Grã-Bretanha                | o    | o    | o    | xo   | xxx  | 2.25       | q                    |
| 4       | A     | Gianmarco Tamberi    | Itália                      | –    | o    | o    | xo   | xxx  | 2.25       | q                    |
| 4       | A     | Falk Wendrich        | Alemanha                    | o    | o    | o    | xo   | xxx  | 2.25       | q                    |
| 7       | B     | Tihomir Ivanov       | Bulgária                    | o    | o    | xo   | xo   | xxx  | 2.25       | q                    |
| 8       | B     | Konstadinos Baniotis | Grécia                      | –    | o    | xxo  | xo   | xxx  | 2.25       | q                    |
| 9       | B     | Ilya Ivanyuk         | Atletas Neutros Autorizados | o    | o    | o    | xxo  | xxx  | 2.25       |                      |
| 10      | B     | Matúš Bubeník        | Eslováquia                  | o    | o    | xxo  | xxo  | xxx  | 2.25       | Recorde da temporada |
| 11      | A     | Adrijus Glebauskas   | Lituânia                    | o    | xo   | o    | xxx  |      | 2.21       | Recorde pessoal      |
| 12      | A     | Alperen Acet         | Turquia                     | –    | xo   | xo   | xxx  |      | 2.21       |                      |
| 12      | B     | Andrei Skabeika      | Bielorrússia                | o    | xo   | xo   | xxx  |      | 2.21       |                      |
| 14      | A     | Maksim Nedasekau     | Bielorrússia                | o    | o    | xxo  | xxx  |      | 2.21       |                      |
| 15      | A     | Martin Heindl        | Chéquia                     | o    | xo   | xxx  |      |      | 2.16       |                      |
| 15      | B     | Dmitriy Kroytor      | Israel                      | o    | xo   | xxx  |      |      | 2.16       |                      |
| 17      | A     | Lukáš Beer           | Eslováquia                  | o    | xxo  | xxx  |      |      | 2.16       |                      |
| 18      | B     | Norbert Kobielski    | Polónia                     | o    | xxx  |      |      |      | 2.10       |                      |
| 19      | A     | Dmytro Demyanyuk     | Ucrânia                     | xxx  |      |      |      |      | NM         |                      |

### Final
A final aconteceu às 18:00 no dia 2 de março de 2019. 
| Posição           | Atleta               | Nacionalidade | 2.18 | 2.22 | 2.26 | 2.29 | 2.32 | 2.34 | 2.36 | Resultado | Notas |
| ----------------- | -------------------- | ------------- | ---- | ---- | ---- | ---- | ---- | ---- | ---- | --------- | ----- |
| Medalha de ouro   | Gianmarco Tamberi    | Itália        | o    | o    | o    | o    | xo   | x-   | xx   | 2.32      | = EL  |
| Medalha de prata  | Konstadinos Baniotis | Grécia        | o    | xo   | xxo  | x–   | xx   |      |      | 2.26      |       |
| Medalha de bronze | Andrii Protsenko     | Ucrânia       | o    | xo   | xxo  | x–   | xx   |      |      | 2.26      |       |
| 4                 | Chris Baker          | Grã-Bretanha  | o    | o    | xxx  |      |      |      |      | 2.22      |       |
| 4                 | Tihomir Ivanov       | Bulgária      | o    | o    | xxx  |      |      |      |      | 2.22      |       |
| 6                 | Sylwester Bednarek   | Polónia       | xo   | o    | xxx  |      |      |      |      | 2.22      |       |
| 7                 | Falk Wendrich        | Alemanha      | o    | xxx  |      |      |      |      |      | 2.18      |       |
| 8                 | Mateusz Przybylko    | Alemanha      | xxo  | xxx  |      |      |      |      |      | 2.18      |       |

Legenda
| Recorde mundial       | Recorde mundial (World record)               |                       | Recorde africano                      | Recorde africano (African) |                                           | Q | Classificado por posição (Qualified) |
| Recorde do campeonato | Recorde do campeonato (Championship record)  | Recorde da América    | Recorde da América (Americas)         | q                          | Classificado por melhor tempo (Qualified) |   |                                      |
| Melhor marca do ano   | Melhor marca do ano (World leading)          | Recorde asiático      | Recorde asiático (Asian)              | DNS                        | Não largou (Did not start)                |   |                                      |
| Recorde nacional      | Recorde nacional (National record)           | Recorde europeu       | Recorde europeu (European)            | DNF                        | Não terminou (Did not finish)             |   |                                      |
| Recorde pessoal       | Recorde pessoal do atleta (Personal best)    | Recorde da Oceania    | Recorde da Oceania (Oceania)          | DSQ / DQ                   | Desclassificado (Disqualified)            |   |                                      |
| Recorde da temporada  | Recorde da temporada do atleta (Season best) | Recorde sul-americano | Recorde sul-americano (South America) | NM                         | Sem marca (No mark)                       |   |                                      |